# NGC 385
NGC 385 è una galassia lenticolare situata nella costellazione dei Pesci.
Fu scoperta il 4 novembre 1850 da Bindon Stoney.